# Józef Jedynak
Józef Jedynak (ur. 1900, zm. 1977) – gajowy z leśniczówki "Grzybowska" w lasach koło miejscowości Mokre, który w trakcie kapitulacji 2 Pułku Strzelców Podhalańskich we wrześniu 1939 ukrył Sztandar 2PSP i przechowywał przez kolejne 24 lata. Dopiero w 1963 przekazał go władzom wojskowym i do Muzeum Wojska Polskiego w Warszawie. Spoczywa na cmentarzu w Staszowie w pobliżu Pomnika poległych za Ojczyznę. 
W trakcie kampanii wrześniowej 1939 roku, po przegranej bitwie w okolicy Rytwian w dniu 10 września 1939 2 Pułk Strzelców Podhalańskich z Sanoka przebił się w lasy mokrzańskie, gdzie sztab jednostki zakwaterował się w leśniczówce zwanej "Grzybowska" u gajowego Józefa Jedynaka. Tu Pułk został niebawem okrążony przez niemieckie oddziały i zmuszony do kapitulacji. Oficerowie i podoficerowie zostali wzięci do niewoli, żołnierze rozpuszczeni do domów. Niemcy przejęli broń i wyposażenie jednostki.
W trakcie zajść, korzystając z zamieszania, gajowy Józef Jedynak ukrył kilka sztuk broni w ulach, jak również, za zgodą szefa sztabu, ukrył Sztandar Pułku. Na wiosnę 1941 Sztandar został przewieziony do Sichowa i zdeponowany u rodziny Pikulów. Od 1943 Sztandar ukrywany był u rodziny Witków w Wilkowej. W sierpniu 1944 Sztandar powrócił do gajówki Józefa Jedynaka w lasach mokrzańskich. W 1957 za odmowę wstąpienia do partii, rodzina Jedynaków została wyeksmitowana z gajówki i wraz z dobytkiem i ukrytym sztandarem wywieziona do Staszowa. Tam, w domu państwa Strojnych, Jedynakowie i Sztandar znaleźli tymczasowe schronienie. W 1960 rodzina przeniosła się ze sztandarem, do swojego pobudowanego domu przy ul. Oględowskiej 19. Dopiero w 1963 Józef Jedynak, mimo obaw, poinformował władze wojskowe w Kielcach o przechowywanym Sztandarze. W ślad za informacją do domu Jedynaków w Staszowie przybył osobiście gen. Mieczysław Moczar z asystą. Gdy Józef Jedynak znosił ze strychu ukrywany przez lata sztandar 2PSP, padła komenda baczność i oddane zostały honory wojskowe Sztandarowi. Następnie Sztandar został przewieziony do Warszawy, gdzie w Sztabie Generalnym WP w obecności przedstawicieli Wojska Polskiego i władz PZPR Warszawy Józef Jedynak, po 24 latach przechowywania, przekazał sztandar 2 Pułk Strzelców Podhalańskich do Muzeum Wojska Polskiego.